# Tramlijn Utrecht - Zeist
De tramlijn Utrecht – Zeist is een voormalige tramlijn tussen deze plaatsen. De tramlijn verbond het Rhijnspoorstation met de binnenstad van Utrecht, De Bilt en met Zeist. De lijn was in gebruik tussen 1879 en 1949.

## Geschiedenis

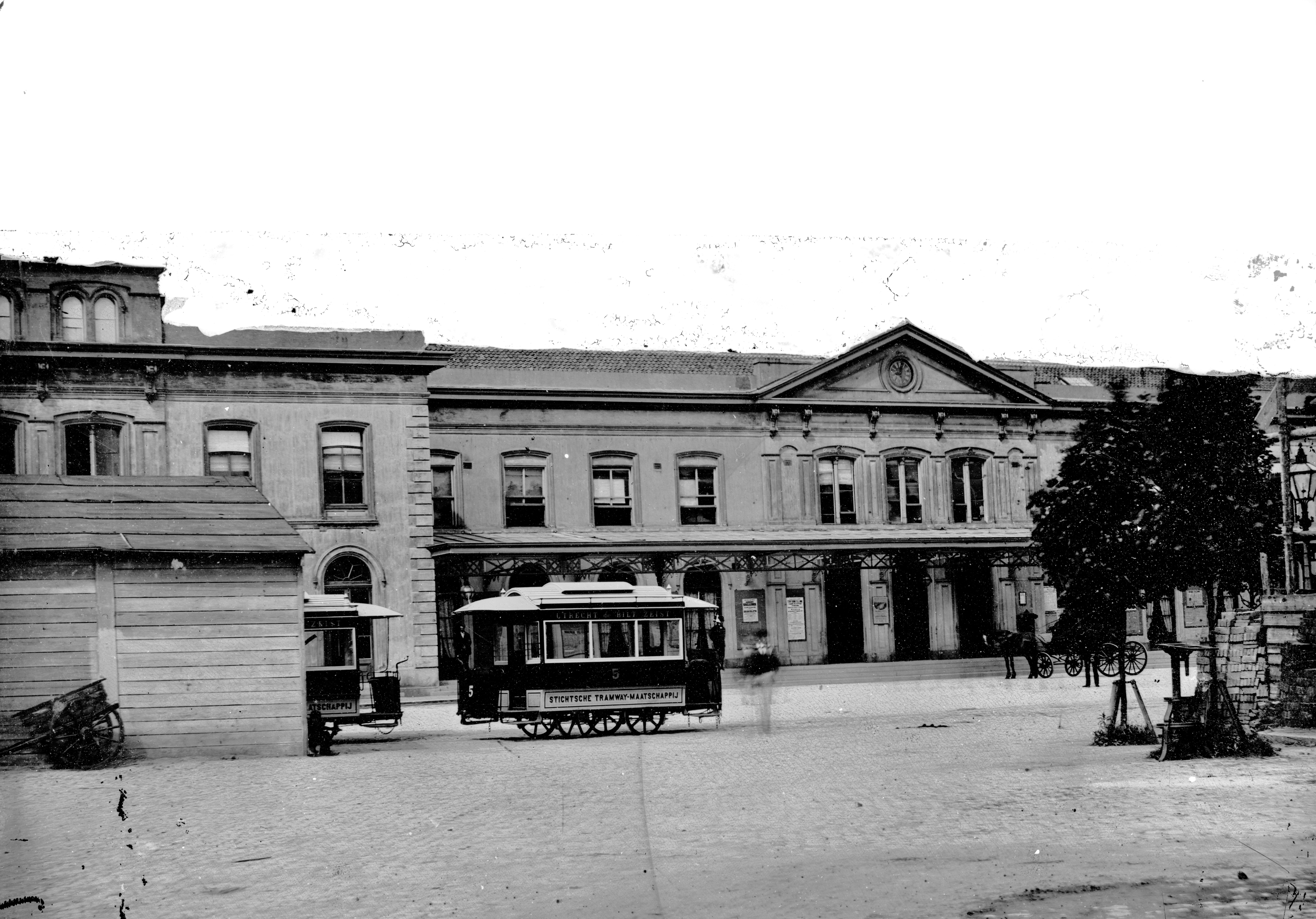
Paardentramrijtuig STM 5 bij Station Utrecht Rhijnspoor, circa 1880.

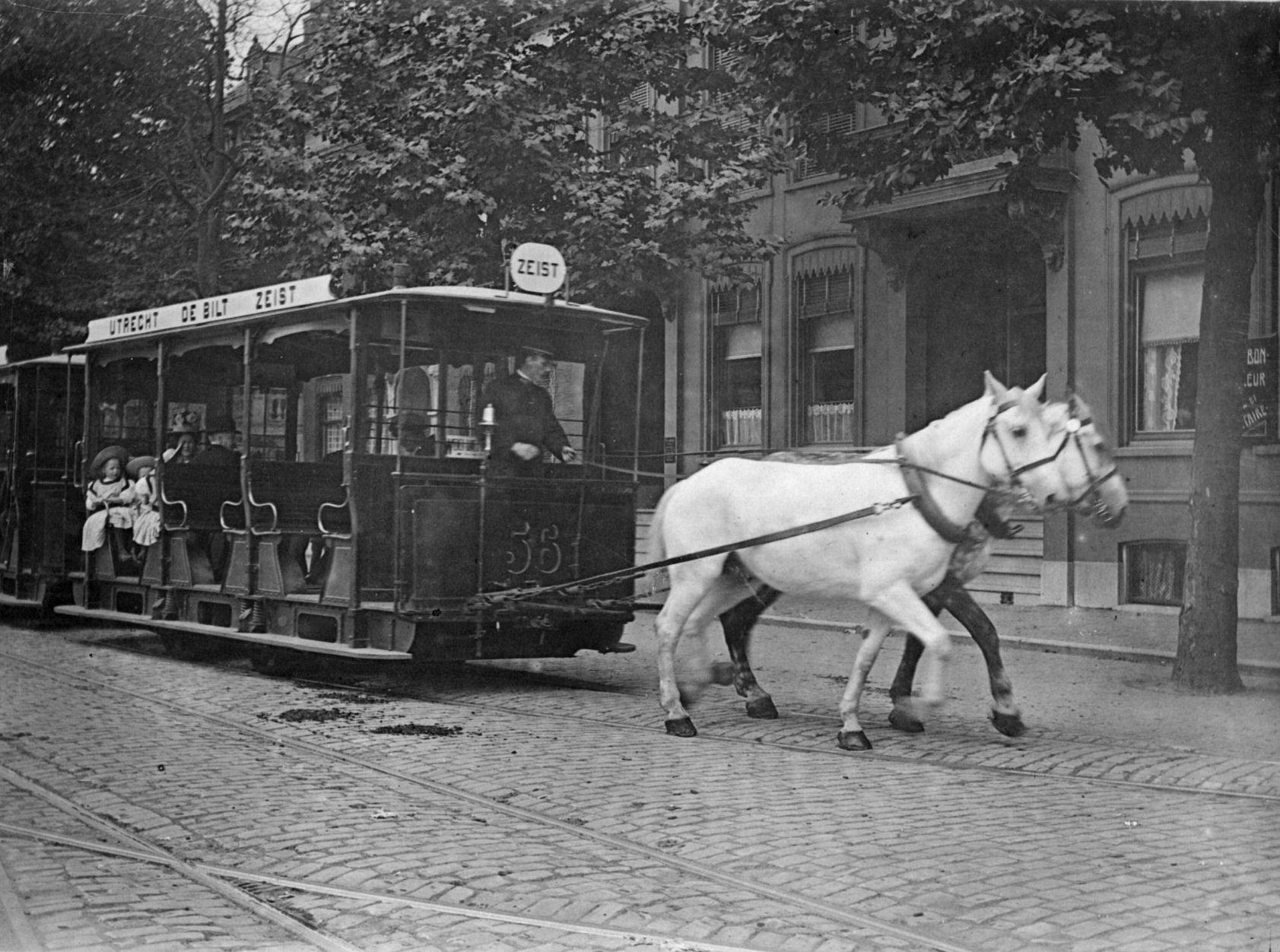
Vertrek van de paardentram naar Zeist; 1908.

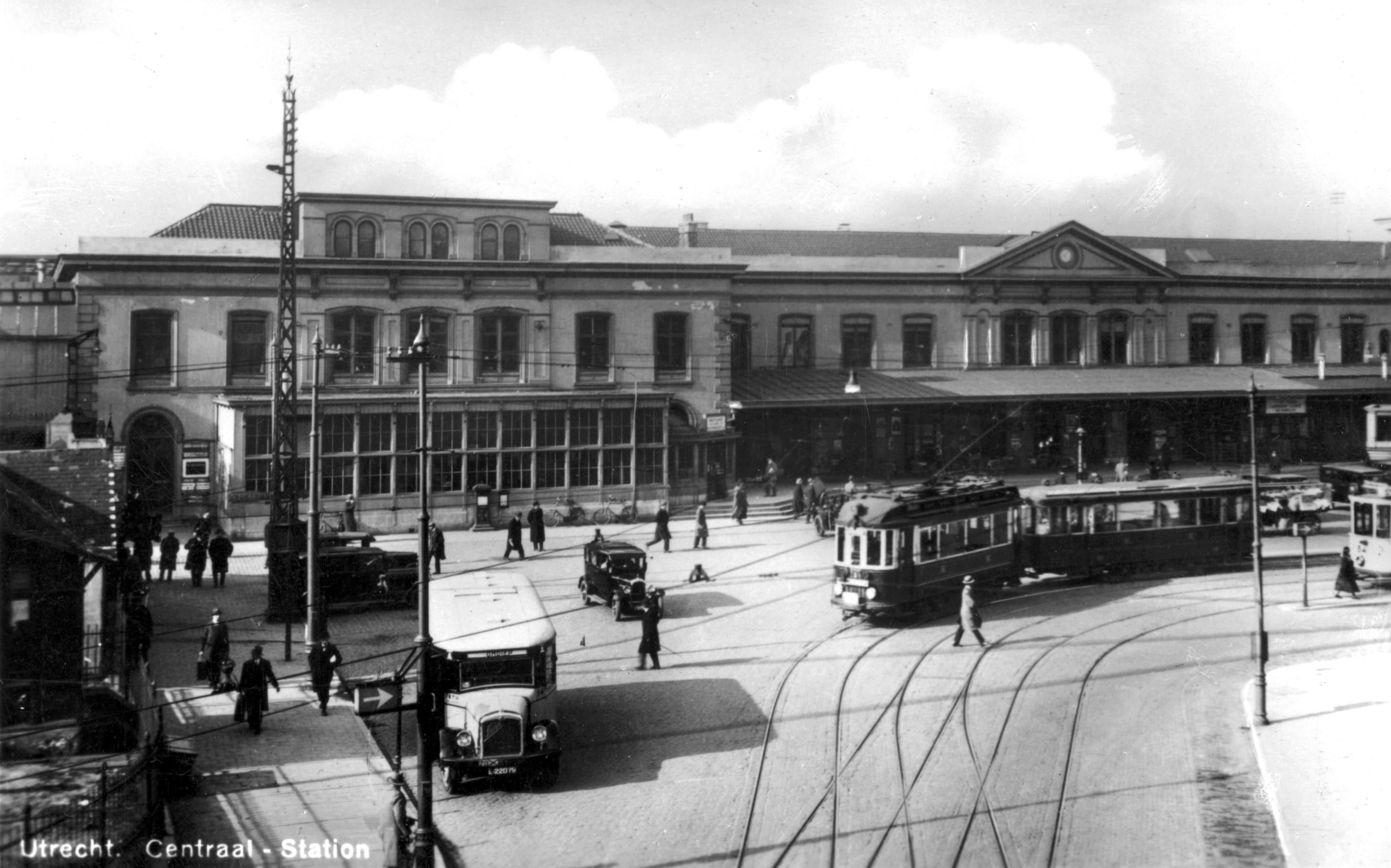
Tramstel van de NBM (Utrecht - Zeist) op het Stationsplein te Utrecht; circa 1935.

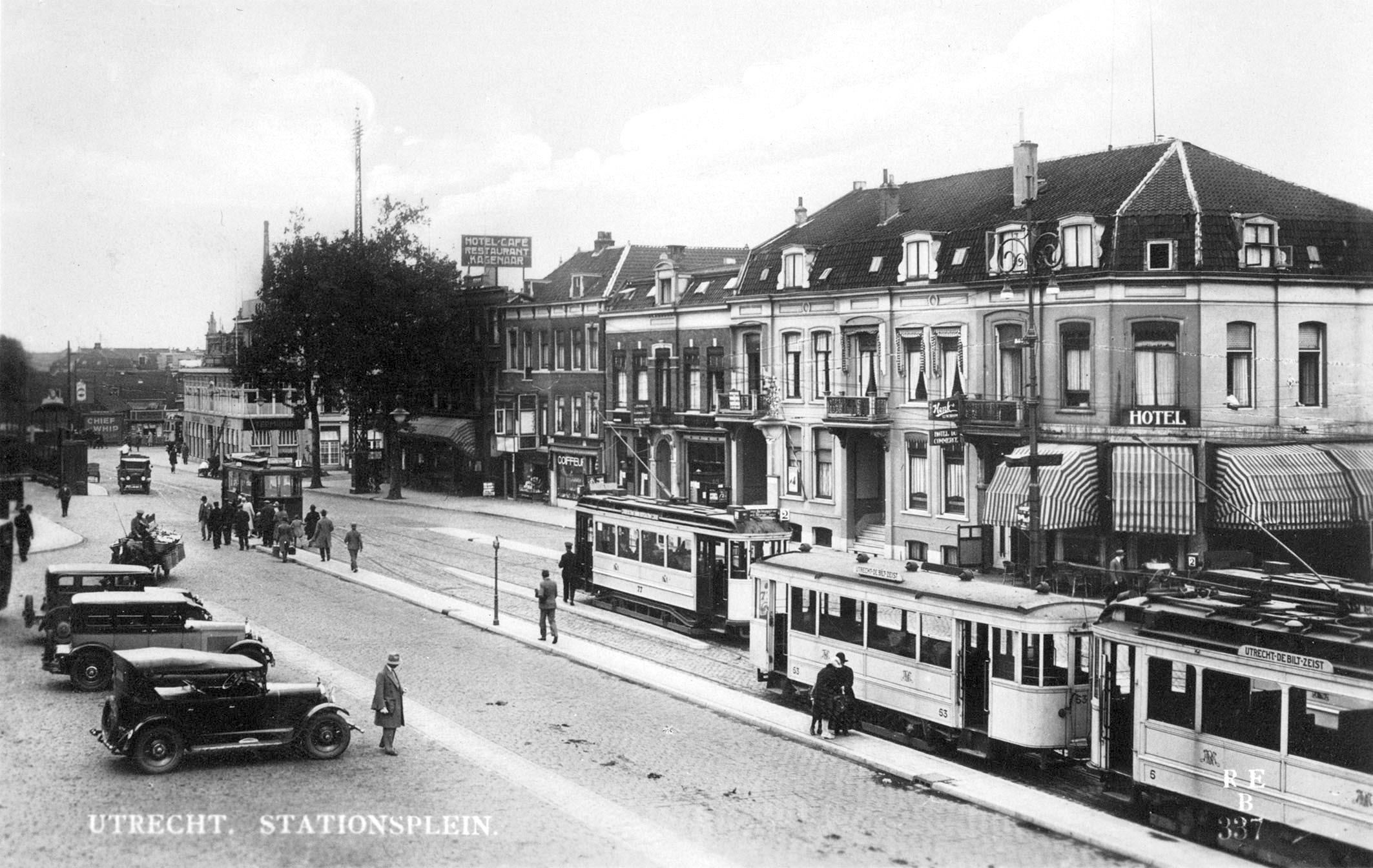
Motorwagen 77 op lijn 2 van de Gemeentetram Utrecht (GTU) en een tramstel van de NBM (motorwagen 5 en bijwagen 53) op het Stationsplein te Utrecht met rechts het Hotel Du Commerce (Stationsplein 12); circa 1927.

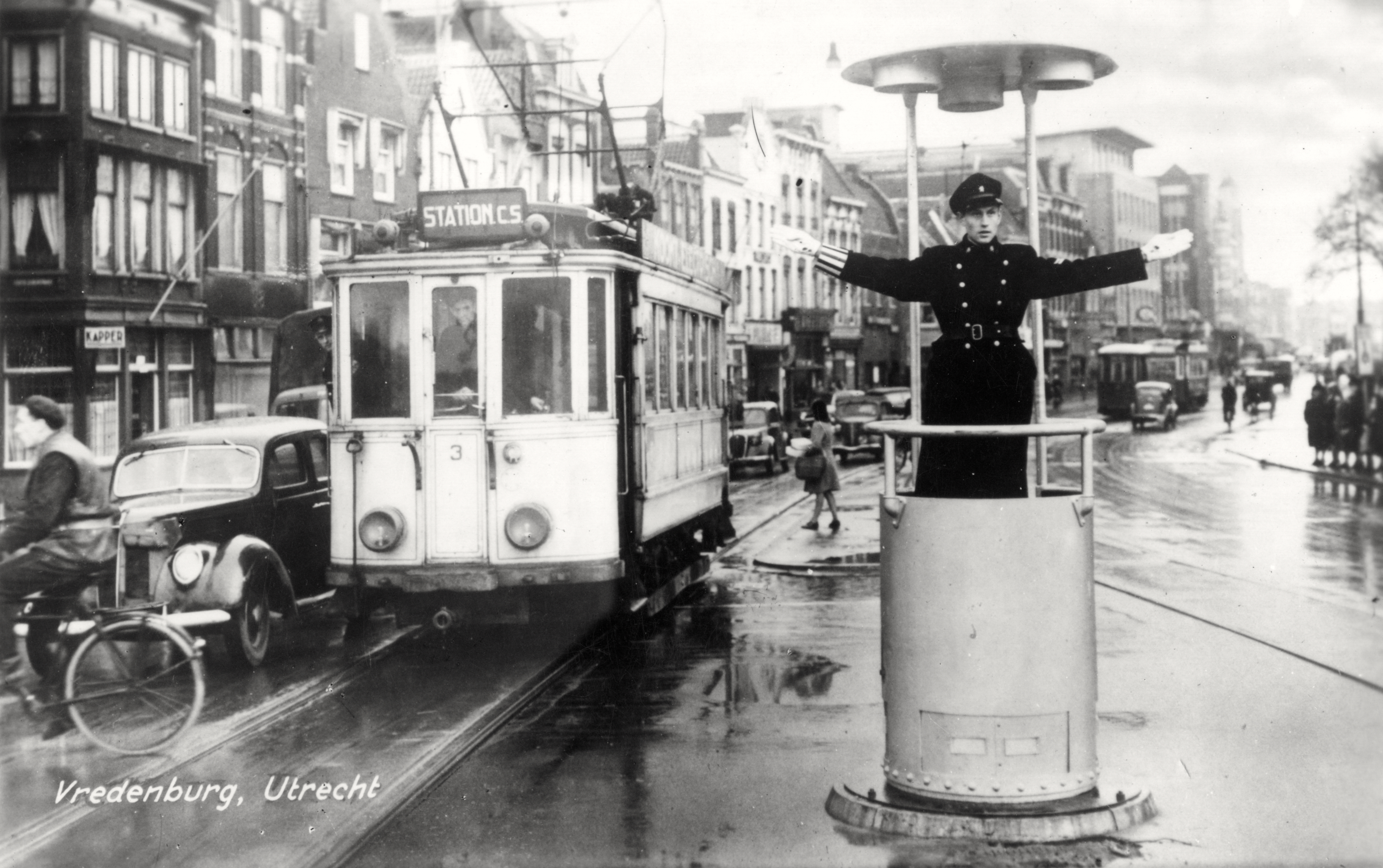
Motorwagen 3 van de NBM (ex-Vlissingen - Middelburg) op de locaaldienst Centraal Station - Biltstraat op het Vredenburg te Utrecht; circa 1946-1948.

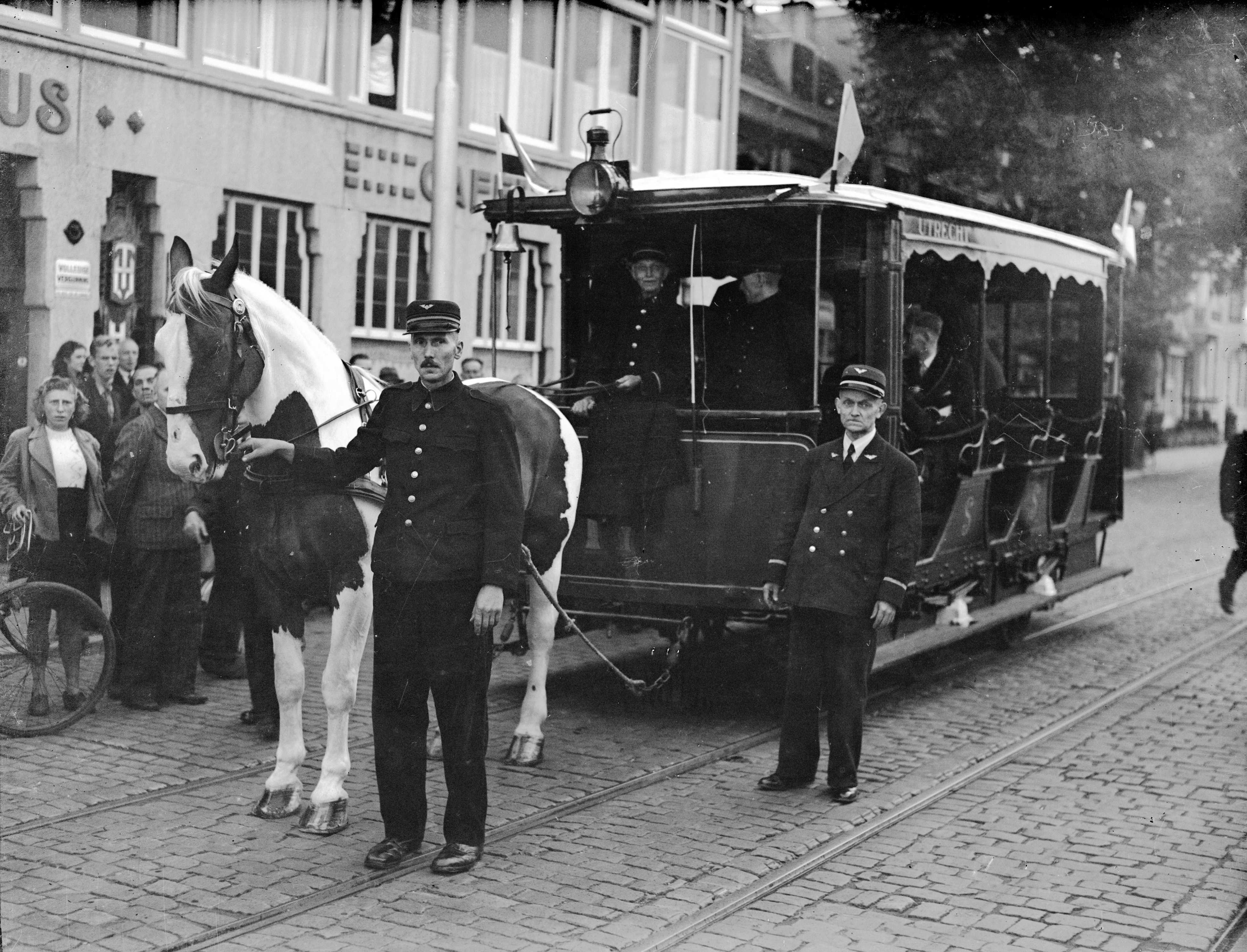
Paardentramrijtuig NBM 17 tijdens lustrumfeesten in Utrecht in 1946.

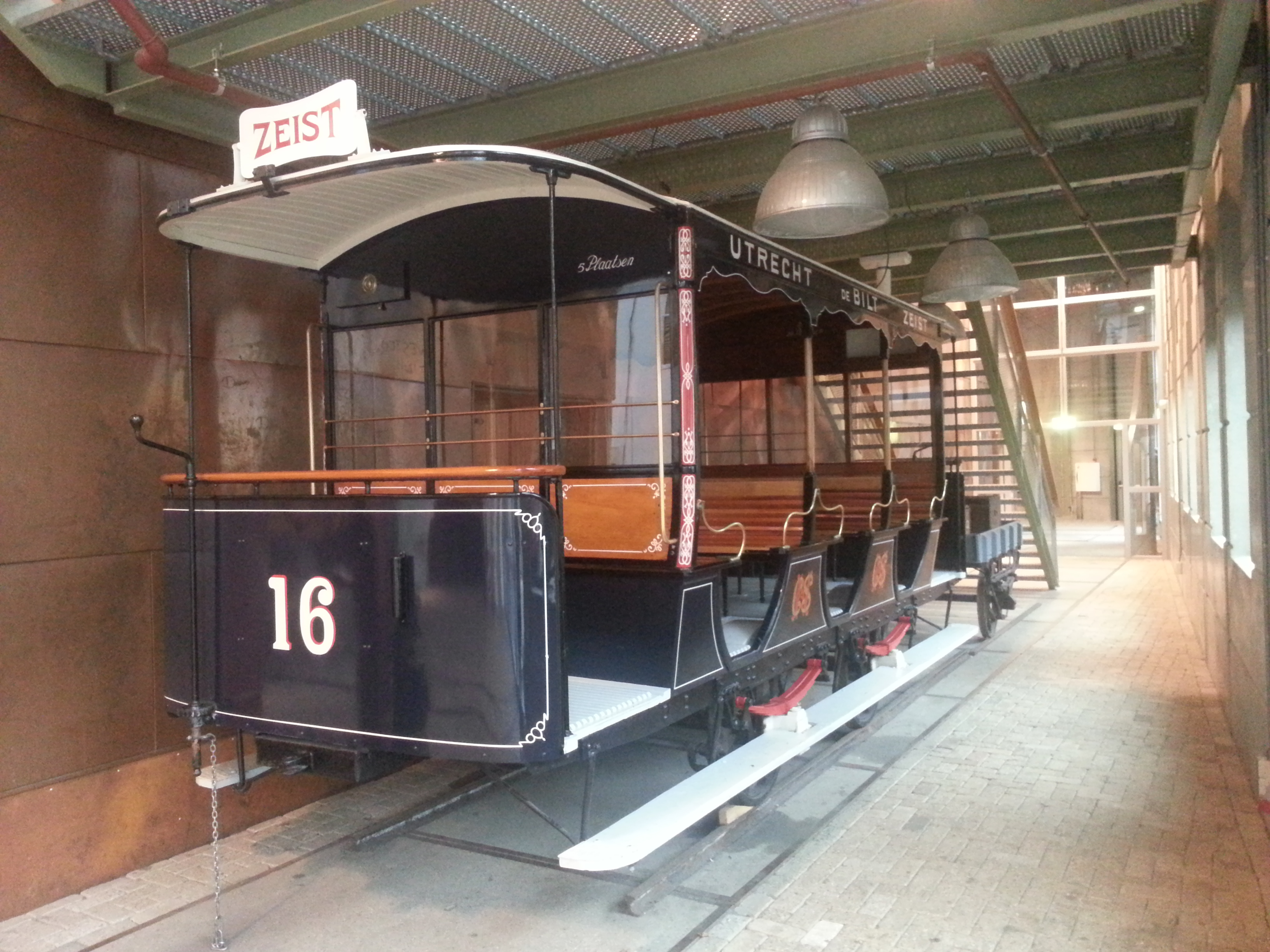
Paardentramrijtuig STM 16 uit 1891 als compleet gerenoveerde paardentram van de lijn Utrecht – Zeist in het Nederlands Spoorwegmuseum.

Voor de komst van de paardentrams werd door Paul Bieges en Jan van Wijk met diligences tussen Utrecht en Zeist gereden. Eind december 1878 werd de Stichtsche Tramway-Maatschappij opgericht. Deze organisatie had zich ten doel gesteld om een tramlijn aan te leggen tussen Utrecht en Zeist. In maart 1879 was het eerste gedeelte van de paardentramlijn gereed tussen het stationsplein en de Gildbrug nabij het Oorsprongpark, waarna op 29 april van dat jaar dat stuk van de lijn in gebruik werd genomen door de trams. Een maand later was de gehele route tot aan 't Rond in Zeist voltooid. In 1885 en 1897 werd de lijn in Zeist doorgetrokken tot aan het uiteindelijke eindpunt bij station Zeist.

### De lijn overgenomen
In 1901 werd de lijn gekocht door de Nederlandsche Buurtspoorweg-Maatschappij (NBM). De NBM ging echter niet zelf rijden met trams. Dat werd gedaan door de Nederlandsche Centraal-Spoorweg-Maatschappij (NCS), die toen de moedermaatschappij van de NBM was.
In 1903 hield de NCS een experiment met een zogenoemde vuurloze stoomtram. In een gewone stoomtram wordt water verhit door met steenkool te stoken. Dit water wordt, als gevolg van de verhitting, stoom, wat uiteindelijk de locomotief laat rijden. In deze stoomtram, van de fabriek Herbrand, werd niet met steenkool of een andere brandstof gestookt. Dit had als voordeel dat de locomotief geen rook uitstootte. De uitstoot van rook was namelijk hinderlijk in de stad. Om die reden waren stoomtrams in de steden niet erg geliefd. De vuurloze stoomtram werd alleen gevuld met stoom, waarna de tram kon rijden, totdat de stoom op was. Met de locomotieven zijn door de NCS proefritten gereden, maar die waren geen succes. De stoomtram is later verbouwd tot bijwagen.

### Elektrische trams
In 1909 ging de NCS over op de elektrische tram. Daarvoor was het nodig de lijn te elektrificeren. Dit werd gedaan met een systeem met 750 volt gelijkspanning. Binnen de gemeente Utrecht was de lijn eigendom van de Gemeentetram Utrecht. De Gemeentetram had dit stuk van de lijn al geëlektrificeerd met 600 volt. Het was voor de trams van de NCS geen probleem door te rijden, ze hadden alleen wel minder vermogen. Dit was het gevolg van de lagere spanning in Utrecht.

### Nieuwe vervoerders
In 1919 stopte de NCS met het rijden van trams op de lijn. De Ooster Stoomtram-Maatschappij (OSM) werd de nieuwe vervoerder. De laatste ging in 1927 op in de NBM. De NBM werd vanaf dat moment de vervoerder. Tegelijkertijd verplaatste de NBM het hoofdkantoor van Utrecht naar Zeist, en bovendien werden intussen de
crèmekleurige trams in een nieuwe groene huisstijl overgebracht.

### Opheffing van de lijn
Jarenlang was deze lijn een van de drukste interlokale tramlijnen van Nederland met op sommige uren frequenties van acht trams per uur. Maar als gevolg van afname van de hoeveelheid reizigers en de concurrentie met de autobus werd de tram in 1949 door een busdienst vervangen. Dat laatste was geheel in overeenstemming met de toenmalige beleidskeuzes van de NS, waarvan de NBM inmiddels een dochteronderneming was. De tram tussen Utrecht en Zeist reed voor het laatst op 2 mei 1949. Op dezelfde dag reed ook de laatste tram op de tramlijn Amersfoort - Rhenen. Dit waren de laatste twee tramlijnen van de provincie Utrecht.

## Route
De tramlijn liep vanaf het Stationsplein via het Vredenburg, de Neude, de Voorstraat en de Biltstraat naar de Utrechtseweg richting De Bilt en Zeist. Bij het eindpunt, station Zeist, waren de remise en de werkplaats. Ook konden reizigers hier overstappen op de treinen op de lokaalspoorweg De Bilt - Zeist en op de trams op de tramlijn Amersfoort - Zeist - Rhenen - Arnhem. De tramlijn van Amersfoort naar Arnhem was uitgevoerd in het kaapspoor.

## Dienstregeling
In de jaren twintig kreeg de tram concurrentie van de autobus. Als gevolg daarvan werd de dienstregeling van de tram verbeterd. Zo reden er in 1929 tijdens de spits versnelde trams tussen Utrecht en Zeist. Deze trams stopten tussen Zeist en Utrecht niet en legden het traject daardoor een kwartier sneller af dan de reguliere trams. Deze versnelde trams vertrokken vlak voor de reguliere tram en reden het laatste stuk achter de voorgaande reguliere tram aan. Op deze manier reden tijdens de spitsuren per richting vier reguliere trams. Deze trams reden elk kwartier en waren 50 minuten onderweg van begin- tot eindpunt. Daarnaast reden er bovendien vier versnelde trams. Ook deze trams reden elk kwartier, maar deze trams legden het traject 20 minuten sneller af. Om met deze uitgebreide dienstregeling te rijden, waren veertien motorwagens nodig. Dat was geen probleem, want het vervoerbedrijf beschikte over twintig van dergelijke wagens.
De dienstregeling die inging 15 mei 1942 toont een regelmatige kwartierdienst met een rijtijd van 37 minuten. In Zeist konden reizigers elk uur overstappen naar Amersfoort en Doorn.

## Materieel

### Paardentramrijtuigen
| Serie       | Bouwjaar   | Fabrikant                | Opmerkingen |
| ----------- | ---------- | ------------------------ | --- |
| 1-4         | 1879       | Beijnes                  | Gesloten paardentramrijtuigen en in eerste instantie uitgevoerd met zowel een eerste als een tweede klasse, elk bestaande uit 8 zitplaatsen. Het aantal staanplaatsen was 12. Rijtuig 1 en 2 werden in 1882 omgespoord tot 1067 mm voor inzet op de lijn Zeist - Driebergen met vermoedelijk nummers 3 en 4. In 1885 vond terugkeer naar de lijn Utrecht - Zeist plaats, met terugnummering naar 1 en 2 en hersporing naar normaalspoor. Rijtuig 1 werd in 1888 voorzien van een postafdeling. Rijtuig 2 en 4 werden in 1901 verkocht aan de UTM, die in dat jaar de exploitatie van de stadsdienst tussen het Rhijnspoorstation en de Willem Barentszstraat overnam. Deze rijtuigen werden toen vernummerd in een nummer in de reeks 22 - 29, waarvan in elk geval eentje met nummer 26. Beide rijtuigen werden verkocht in 1907 aan de EGTM en werden daar in dienst gesteld als nummer 10 en 11. Dat bedrijf ging later over naar de OG Eén van beide rijtuigen werd in 1920 verkocht aan de Tramweg-Maatschappij Veendam - Pekela. Van de andere twee rijtuigen werd er een omgespoord naar 1067 mm en sinds 1907 ingezet op de lijn Direbergen - Zeist. Het werd daar later vernummerd naar 26 en werd afgevoerd in 1912. Het laatste rijtuig, mogelijk nummer 1 werd bij de overgang van de STM naar de NCS vernummerd naar 10. Het werd in 1916 vermoedelijk verkocht aan de TBV voor inzet op de tramlijn Utrecht - Vreeswijk en werd daar mogelijk ingezet onder nummer 14. Afvoer vond plaats in 1923. |
| 5-10        | 1879-1880  | Henri Plas               | Gesloten paardentramrijtuigen gebouwd voor inzet op het stadstraject van de lijn in Utrecht. Rijtuig 8 werd in 1882 omgespoord naar 1067 mm voor inzet op de lijn Zeist - Driebergen. Net als de 8 gingen rijtuig 5 en 7 in 1885 naar de OSM waar deze werden omgespoord naar 1067 mm. In 1888/1889 kwamen alle drie de rijtuigen terug bij de STM. In 1901 werden alle zes de rijtuigen verkocht aan de UTM en kwamen in gebruik in de serie 22 - 29. Afvoer volgde in 1907. |
| 11-12       | 1879       | Beijnes                  | Gesloten rijtuigen met 16 zitplaatsen. In 1904 werd rijtuig 12 mogelijk vernummerd tot 8. Rijtuig 11 werd afgevoerd in 1907. Rijtuig 8 werd in 1909 vermoedelijk verkocht aan de TBV voor inzet op de tramlijn Utrecht - Vreeswijk en werd daar mogelijk ingezet onder nummer 9 of 10. Afvoer vond plaats in 1923. |
| 13-14       | 1881       | Henri Plas               | Open rijtuigen met 20 zitplaatsen. In 1904 vernummerd in 12 - 13 en later geschikt gemaakt als aanhangwagen achter elektrische trams. Afvoer vond plaats in 1927. |
| 15          | 1882       | Henri Plas               | Gesloten rijtuig met 16 zitplaatsen. In 1904 vernummerd in 9. Vermoedelijk in 1909 verkocht aan de TBV voor inzet op de tramlijn Utrecht - Vreeswijk en werd daar mogelijk ingezet onder nummer 9 of 10. Afvoer vond plaats in 1923. |
| 16-17       | 1891       | Beijnes                  | Open paardentramrijtuigen met 24 zitplaatsen. In 1909 geschikt gemaakt tot aanhangrijtuig achter elektrische trams. Beide rijtuigen werden in 1946 gebruikt voor een lustrum van de Universiteit Utrecht. Rijtuig 17 werd hierna gesloopt, maar rijtuig 16 bleef als museumtram bewaard. |
| 18          | 1896       | Herman de Groot          | Open paardentramrijtuigen met 24 zitplaatsen. In 1909 geschikt gemaakt tot aanhangrijtuig achter elektrische trams, onder meer door een gangpad waardoor het aantal zitplaatsen terugnam tot 18. Het rijtuig werd in 1945 afgevoerd. |
| 19-21 25-26 | 1898, 1905 | Herman de Groot          | Gesloten rijtuigen met 20 zitplaatsen. In 1909 geschikt gemaakt tot aanhangrijtuig achter elektrische trams. De rijtuigen werden in 1927 afgevoerd. |
| 22-24       | 1902       | Herman de Groot          | Gesloten rijtuigen met 20 zitplaatsen en met een iets groter balkon dan de rijtuigen 19 - 21 en 25, 26. In 1909 geschikt gemaakt tot aanhangrijtuig achter elektrische trams. Rijtuigen 22 en 24 werden in 1938 afgevoerd. Rijtuig 23 was tussen 1939 en 1944 in gebruik als kantoor. In 1944 kwam het rijtuig hierna weer in de reguliere dienst. Uiteindelijk werd het rijtuig bewaard als museumtram. Eerst in het Nederlands Spoorwegmuseum, in 2009 werd het overgedragen aan de Tramweg-Stichting en opgeslagen in Overloon. |
| 31-35       | 1903-1904  | Van der Zypen & Charlier | Vijf halfopen rijtuigen, oorspronkelijk bedoeld voor inzet achter stoommotorrijtuigen. Zomerrijtuigen met dichte zijkanten, echter zonder vensters. Mogelijk is een van de rijtuigen in de zomer van 1906 als aanhangrijtuig gebruikt bij de Gemeentetram Utrecht. In 1908 werden de rijtuigen voorzien van ramen, vernummerd in C1 - C5 en vervolgens ingezet op de Zuiderzeestoomtram. Rijtuig C 5 werd in 1913 verbouwd tot een rijtuig 2e klasse en vernumerd in B1. Twee jaar later werd dit een rijtuig voor zowel 2e als 3e klasse en vernummerd in BC 10, nadat deze lijn door de SS was ingelijfd BC 201. Rijtuigen C3 - C4 werden in 1915 vernummerd in B1 - 2, bij SS B201 - 202. Rijtuigen C1 - C2 werden C 201 - 202. In 1923 kwamen deze rijtuigen terug naar de tramlijn Utrecht - Zeist en werden hier aanhangrijtuigen. De BC 201 werd vernummerd in 74. De andere rijtuigen kregen de nummers 70 - 73. De 74 werd in 1947 afgevoerd. De 70 - 73 werden in de Tweede Wereldoorlog in 1942 verkocht naar de Duitse stad Beuthen, na 1945 Bytom in Polen, en bleven daar nog 30 jaar rijden. |
| 14-15       | 1904       | Herman de Groot          | Open rijtuigen met 24 zitplaatsen. In 1909 werden de rijtuigen geschikt gemaakt als aanhangrijtuig achter de elektrische trams. Later werd een gangpad aangebracht, waardoor er 6 zitplaatsen minder waren. Rijtuig 15 werd in 1945 gesloopt. Rijtuig 14 reed in 1946 door Utrecht tijdens een lustrum van de Universiteit Utrecht. Hierbij was er weer een balkonscherm aangebracht. Het rijtuig ging in 1951 naar het Nederlands Tram Museum maar werd daar in 1958 gesloopt. |
| 56-58       | 1902       | Métallurgiques           | Open rijtuigen uit 1902, in 1907 overgenomen van de UTM. De rijtuigen werden in 1909 geschikt gemaakt als aanhangrijtuig achter elektrische trams en hierbij vernummerd in 27 - 29. Oorspronkelijk hadden de rijtuigen 24 zitplaatsen maar door het aanbrengen van een middenpad werd dit teruggebracht tot 18. In 1946 werden de rijtuigen voor het laatst ingezet. De 27 en 29 werden in hetzelfde jaar gesloopt. Rijtuig 28 werd bewaard door het Nederlands Spoorwegmuseum, in 2009 werd het overgedragen aan de Tramweg-Stichting en opgeslagen in Overloon. |

### Stoommotorrijtuig
In 1903 werd door de NCS een stoommotorrijtuig aangeschaft bij het Duitse Hohenzollern onder fabrieksnummer 1625. Het motorrijtuig had een vuurloze ketel van het type Lamm-Franq. Van dit type is ons land slechts één rijtuig gedurende enkele jaren in dienst geweest. In 1903 werd het motorrijtuig als proef in dienst gesteld op de paardentramlijn tussen Utrecht en Zeist. Het rijtuig had twee assen die door midden van twee kettingen aan elkaar gekoppeld waren. Nadat ondervonden werd dat het motorrijtuig slecht voldeed, werd besloten met elektrische trams te gaan rijden. Het motorrijtuig werd daarna in twee delen gesplitst. Van het onderstel werd een nieuwe stoomtramlocomotief gebouwd voor de Zuiderzeetramweg. Deze locomotief kwam in dienst onder nummer NCS 6 en kreeg in 1919 het SS-nummer 25. In 1921 werd deze locomotief gesloopt. De rijtuigbak werd gebruikt voor de bouw van een nieuw aanhangrijtuig, eerst bij de Zuiderzeetram onder nummer B1, en later als 42 op de lijn Utrecht - Zeist. Na afvoer in 1949 ging dit rijtuig 42 naar het het Nederlands Tram Museum maar werd in 1960 alsnog gesloopt.

### Elektrische tram
Nadat de paarden in 1909 waren vervangen door elektrische trams, werden op de tramlijn alleen tweeassige motorwagens met bijwagens ingezet.

#### Motorrijtuigen
| Serie        | Aantal | Bouwjaar | Fabriek                  | Vermogen        | Opmerkingen | Afvoer |
| ------------ | ------ | -------- | ------------------------ | --------------- | --- | --- |
| 1-10         | 10     | 1909     | Werkspoor                | 26, later 36 kW | Nummers 1, 2 en 3 in 1942 gevorderd door de Duitse bezetters, nummers 4 en 5 in 1946 vernummerd in 21 en 22. | 1942-1949 |
| 11-16        | 6      | 1921     | HAWA                     | 26, later 36 kW | De 13-16 hebben tot 1922 dienstgedaan als aanhangrijtuigen 45-48. | 1949; verkocht aan de tram van Mönchengladbach. |
| 17-20        | 4      | 1910     | Allan                    | 26, later 52 kW | Ex-OSM smalspoor Zeist – Station Driebergen, verbouwd in 1923. | 1949; de 17 en 20 werden verkocht aan Kleinbahn Wesel-Rees-Emmerich. De 20 is bewaard en sinds 2012 dienstvaardig als museumtram bij de Electrische Museumtramlijn Amsterdam. |
| 1-5 (tweede) | 5      | 1910     | Allan                    | 22 kW           | Ex-Tramlijn Vlissingen – Middelburg, aangekocht in 1946, voornamelijk voor het stadstraject te Utrecht. | 1949 |
| I            | 1      | 1910     | Van der Zypen & Charlier | 26 kW           | 4-assige sproeimotorwagen. Werd aangeschaft om groefrails te reinigen en eventueel voor het besproeien van straten op hete en stoffige dagen. Werd uiteindelijk slechts matig gebruikt en in de jaren twintig buiten dienst gesteld. Was in 1943 nog aanwezig in Zeist.                                              | > 1943 |
| 301          | 1      | 1911     | Allan                    | 26 kW           | Goederenmotorwagen, in het begin ook geschikt gemaakt als railreiniger en sneeuwveger. Werd in de eerste jaren slechts weinig gebruikt. Later vaker. Zou in 1946 voor het laatst zijn gebruikt bij een verbouwing van de bovenleiding. Daarna is de wagenbak verkocht om als bandenbok dienst te doen in Den Dolder. | > 1946 |
|              | 1      | 1924     | Schörling                | 53 pk / 39 kW   | Veegmotorwagen / Railreiniger. Afkomstig van Gemeentetram Utrecht. In augustus 1945 aanwezig in Zeist. | |

#### Aanhangrijtuigen
| Serie | Aantal | Bouwjaar  | Fabriek                  | Opmerkingen | Afvoer |
| ----- | ------ | --------- | ------------------------ | --- | --- |
| 12-13 | 2      | 1879      | Henri Plas               | Voormalige open paardentrams, ex-STM | 1927 |
| 14-15 | 2      | 1904      | Herman de Groot          | Voormalige open paardentrams. De 14 ging in 1951 naar Nederlands Tram Museum in Weert en is korte tijd bewaard als museumtram. Uiteindelijk toch gesloopt. | 1946 |
| 16-17 | 2      | 1891      | Beijnes                  | Voormalige open paardentrams, ex-STM. De 16 is bewaard als museumtram in het Spoorwegmuseum. | 1946 |
| 18    | 1      | 1891      | Herman de Groot          | Voormalige open paardentram, ex-STM. | |
| 19-21 | 3      | 1897      | Herman de Groot          | Voormalige paardentrams, ex-STM. | 1927 |
| 22-24 | 3      | 1902      | Herman de Groot          | zie de omschrijving bij de paardentramrijtuigen. De 23 is bewaard als museumtram. | 1943 |
| 25-26 | 2      | 1905      | Herman de Groot          | Voormalige paardentram. | 1927 |
| 27-29 | 2      | 1902      | Métallurgiques           | Voormalige open paardentram afkomstig van de UTM. zie voor meer informatie het stukje over paardentrammaterieel bij de serie 56 - 58. De 28 stond jarenlang in het Spoorwegmuseum, maar werd in 2009 overgedragen als museumtram aan de Tramweg-Stichting en opgeslagen in Overloon. In 2017 gedoneerd aan Tramlijn van het Nederlands Openluchtmuseum; in 2019 weer teruggekeerd bij de Tramweg-Stichting. | 1946 |
| 30-31 | 2      | 1912      | Van der Zypen & Charlier | Open rijtuigen, ex-50-51. Tot 1934 open, tijdelijk gesloten, daarna weer open en in 1943 definitief gesloten. | 1946 |
| 32-33 | 2      | 1928      | Allan                    | Naar keuze open of gesloten rijtuigen. Tijdens de Tweede Wereldoorlog definitief gesloten. | 1949; verkocht aan de Rheinbahn te Düsseldorf. |
| 40-41 | 2      | 1911      | Allan                    | Gesloten rijtuigen | 1949 |
| 42    | 1      | 1903      | Hohenzollern, Herbrand   | zie de omschrijving bij het stoommotorrijtuig | 1946 |
| 43-44 | 2      | 1915      | Allan                    | Gesloten rijtuigen. | 1949; de 43 werd verkocht aan Kleinbahn Wesel-Rees-Emmerich. De 43 is bewaard en sinds 2006 dienstvaardig als museumtram bij de Electrische Museumtramlijn Amsterdam. |
| 45-48 | 4      | 1921      | HAWA                     | Tijdelijk gebruikt als aanhangrijtuigen. In 1922 verbouwd tot motorrijtuigen 13-16. | 1922 |
| 49-54 | 6      | 1922-1923 | Werkspoor                | Gesloten rijtuigen | 1949; verkocht aan de tram van Mönchengladbach. |
| 70-74 | 5      | 1908      | Van der Zypen & Charlier | Gesloten rijtuigen afkomstig van de Zuiderzeetramweg. 'zie de omschrijving bij de paardentramrijtuigen 31 - 35 | 1940-'49 |
| 81-86 | 6      | 1925      | Nordwaggon               | Gesloten rijtuigen | 1949 |
| 91-96 | 6      | 1930      | Allan                    | Gesloten rijtuigen | 1949; verkocht aan de Rheinbahn te Düsseldorf. |

#### Goederenmaterieel
| Serie | Aantal | Bouwjaar | Fabriek | Opmerkingen    | Afvoer |
| ----- | ------ | -------- | ------- | -------------- | ------ |
| 101   | 1      |          |         | Gesloten wagen |        |
| 201   | 1      |          |         | Lage bakwagen  |        |
| 501   | 1      |          |         | Gesloten wagen |        |

## Museumtrams

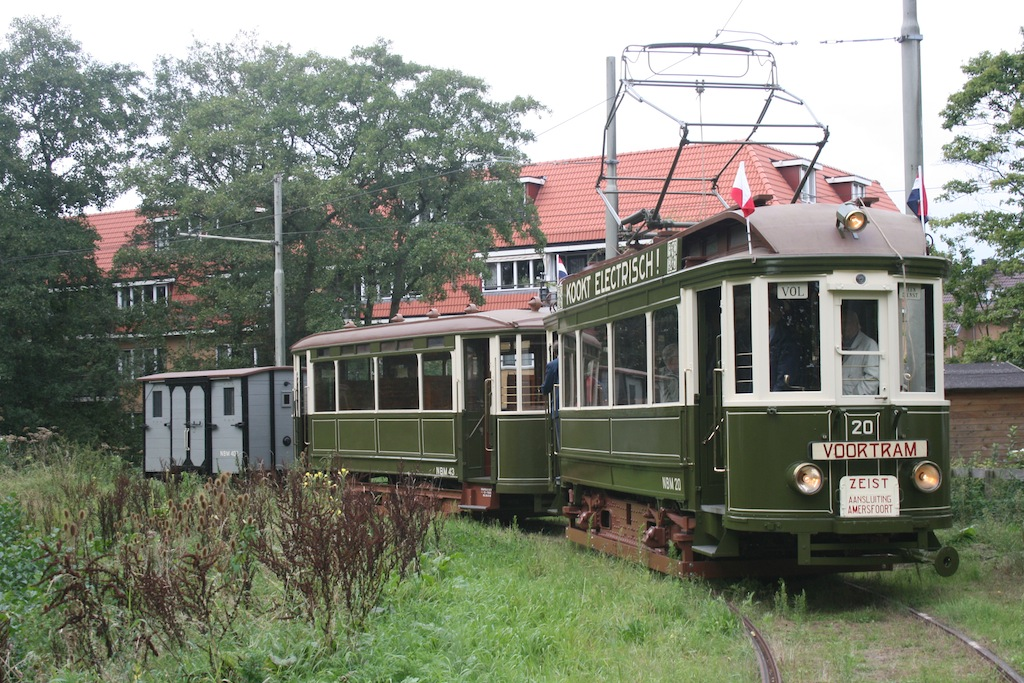
Tramstel NBM 20 + 43 + 402 op de Electrische Museumtramlijn Amsterdam te Bovenkerk; 21 september 2012.

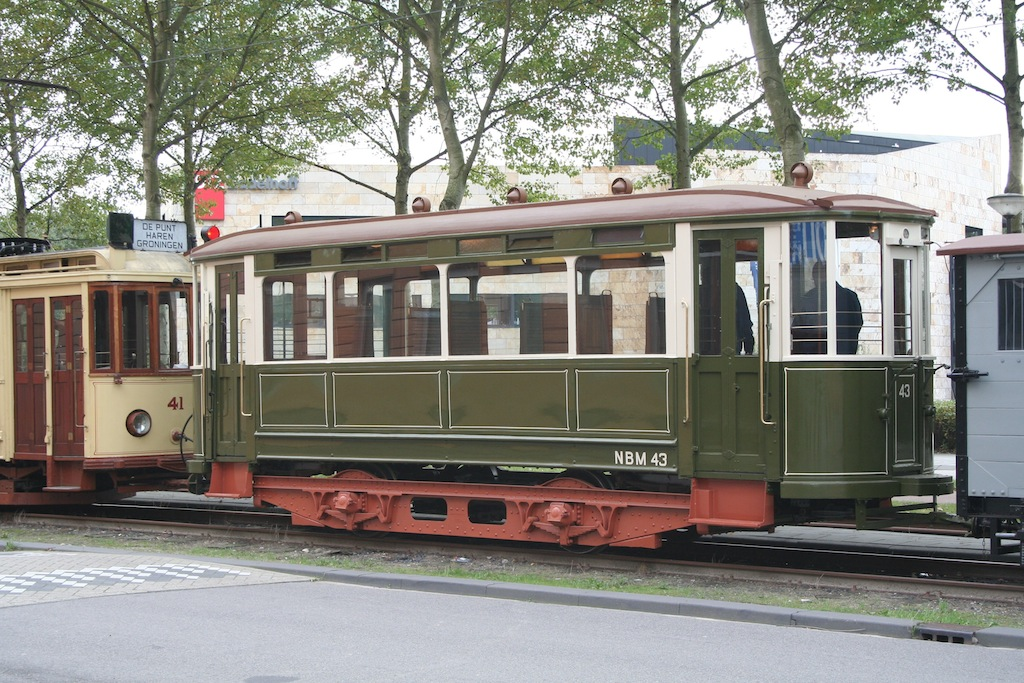
Bijwagen NBM 43 op de Electrische Museumtramlijn Amsterdam, halte Jollenpad; 29 oktober 2006.

Na opheffing van de tramlijn in 1949 werden de motorwagens 17 en 20 en bijwagen 43 verkocht aan de Kleinbahn Wesel-Rees-Emmerich (KWRE) in Duitsland. Na opheffing van deze lijn in 1966 keerden zij terug in Nederland. De motorwagen 17 werd later gesloopt. De motorwagen 20 en bijwagen 43 kwamen in 1978 respectievelijk 1977, via de Stoomtram Hoorn-Medemblik, terecht bij de Electrische Museumtramlijn Amsterdam. Hier werden zij gerestaureerd en rijvaardig gemaakt. Bijwagen 43 was gereed in 2006. Motorwagen 20 is op 21 september 2012 in dienst gesteld. Samen vormen zij een rijvaardig tramstel van de vroegere tramlijn Utrecht – Zeist.
Ook de voormalige paardentrams 16, 23 en 28 bleven als museumtrams bewaard. De STM 16 is in het Spoorwegmuseum in Utrecht. De beide andere trams zijn eigendom van de Tramweg-Stichting en opgeslagen in een depot in Overloon.